# Огненный тест
Огненный тест — процедура, используемая в химии для обнаружения определённых элементов в неком химическом соединении, основанная на анализе цвета пламени. Так как каждый элемент обладает характерным эмиссионным спектром, то метод имеет хорошую избирательность и чувствительность.
Испытание проводится путем внесения образца соединения в горячее не светящееся пламя с последующим наблюдением за изменением его цвета. Образцы, как правило, удерживаются на платиновой проволоке, предварительно неоднократно очищенной соляной кислотой для удаления следов предыдущих образцов. Цвет пламени для каждого образца необходимо проверить несколько раз, чтобы избежать ошибочных данных из-за «загрязнённого» пламени, а иногда и для проверки точности цвета.
Для этого теста также иногда используется нихромная проволока.
Натрий является общим компонентом или загрязнителем во многих соединениях, и его спектр обычно доминирует над другими. Огненный тест часто просматривается через кобальтовое стекло или неодимовое стекло, чтобы отфильтровать жёлтый спектр натрия, — это позволяет более удобно просматривать спектры других металлов.
Огненный тест быстро и легко выполняется и не требует какого-либо оборудования, которого нельзя было бы найти в обычной химической лаборатории. Тем не менее, ряд обнаруживаемых с его помощью элементов мал, и сам тест основан на субъективном опыте экспериментатора, а не на каких-либо объективных измерениях.
С помощью теста трудно обнаружить малые концентрации некоторых элементов на фоне больших количеств элементов с ярким свечением.
Хотя огненный тест даёт только качественную информацию, а не количественные данные о фактической доле элементов в образце, количественные данные могут быть получены из связанных с ними методов фотометрии пламени или эмиссионной спектроскопии пламени.

## Примеры окрашивания пламени
- «Несветящееся» пламя
- То же через кобальтовое синее стекло
- Огненный тест сульфата меди
- Сульфат меди через кобальтовое синее стекло
- Карбонат натрия
- Карбонат натрия через кобальтовое синее стекло
- Соль лития
- Соль калия